# Aeroportul Lupin
Aeroportul Lupin (IATA: YWO, ICAO: CYWO) este un aeroport din Nunavut, Canada. Aeroportul a fost tranzitat în 2020 de 0 pasageri.
Situat la o altitudine de 490 m, aeroportul dispune de 1 pistă. Este operat de Echo Bay Mines⁠(d).

## Infrastructură

### Piste
Aeroportul dispune de o singură pistă. Pista 01/19 are suprafața de pietriș. 